# 6e régiment de voltigeurs de la Garde impériale
Pour les articles homonymes, voir 6e régiment.
Le 6e Voltigeurs de la garde est un régiment français des guerres napoléoniennes. Il fait partie de la Jeune Garde

## Historique du régiment
- 1811 - Créé et nommé 6e régiment de Voltigeurs de la garde impériale
- 1814 - Dissout.
- 1815 - Reformé 6e Régiment de Voltigeurs de la Garde Impériale

## Chef de corps
- 1811 : Guillaume-Charles Rousseau
- 1813 : Jean-Jacques Castanie
- 1815 : Guillaume-Joseph de Penguern

## Batailles
Ce sont les batailles principales où fut engagé très activement le régiment. Il participa évidemment à plusieurs autres batailles, surtout en 1814.
- 1812 : Campagne de Russie
  - Krasnoé,
  - La Bérézina
  - Wilna
- 1813 : Campagne d'Allemagne (1813)
  - Dresde
  - 16-19 octobre : Bataille de Leipzig
- 1814 : Campagne de France (1814)
  - 14 février 1814 : Bataille de Vauchamps
  - Brienne,
  - La Rothière,
  - Fère-Champenoise
  - Compiègne
- 1815 :
  - Waterloo